# 陈克宅
陈克宅（1474年—1540年），字即卿，號省斋，浙江绍兴府余姚县人，明朝政治人物。同进士出身。

## 生平
弘治十七年（1504年）甲子科浙江鄉試舉人，正德九年（1514年）中式甲戌科三甲进士。同年，接替王应鹏任直隶嘉定县知县一职，有政声。正德十三年（1518年），授江西道监察御史，出理直隶、山东鹽法，再巡按贵州，嘉靖四年（1525年）巡按河南，五年升四川按察司副使，整饬松潘兵备，九年考满，明年升河南按察使，十二年升湖广右布政使，尋轉左布政，十三年冬升都察院右副都御史、巡抚贵州等处兼理军务。调任总理粮储、巡抚应天等处地方，後因前在贵州剿寇不力被弹劾，令回籍听勘。嘉靖十六年歸家，家居四年而卒，享年六十七。

## 家族
祖父陈孟昂，號吟軒先生，贈通議大夫都察院右副都御史。祖母嚴氏，继祖母周氏，俱贈封淑人。父陈巨理，贈文林郎嘉定县知县，加赠中憲大夫四川按察司副使、通議大夫都察院右副都御史。母周氏，贈孺人，累赠淑人。子陳有年，官至吏部尚书。